# Blakenhall (Cheshire)
Pour les articles homonymes, voir Blakenhall.
 (février 2025).
Si vous disposez d'ouvrages ou d'articles de référence ou si vous connaissez des sites web de qualité traitant du thème abordé ici, merci de compléter l'article en donnant les références utiles à sa vérifiabilité et en les liant à la section « Notes et références ».
Blakenhall est une localité d'Angleterre située dans le comté de Cheshire.